# Buresium
Buresium is een geslacht van vliesvleugeligen uit de familie Eurytomidae. De wetenschappelijke naam van dit geslacht is voor het eerst geldig gepubliceerd in 1969 door Boucek.

## Soorten
Het geslacht Buresium omvat de volgende soorten:
- Buresium naso Boucek, 1983
- Buresium rufum Boucek, 1969
- Buresium tenue Boucek, 1983
- Buresium watshami Boucek, 1983